# Joana Choumali
Joana Choumali, née en 1974 à Abidjan en Côte d’Ivoire, est une photographe ivoirienne contemporaine.

## Biographie
Joana Choumali étudie les arts graphiques à Casablanca, au Maroc, et travaille comme directrice artistique pour la société McCann-Erickson, à Abidjan, dans la publicité, avant de se lancer comme artiste indépendante, free-lance, dans la photographie.
Plusieurs de ses séries retiennent l’attention, notamment celles où elle observe les particularités socio-culturelles de l'Afrique de l'Ouest, en pleine évolution. 
En 2008, elle s’intéresse au mouvement nappy en Afrique, avec sa série intitulée Nappy !. 
En 2009, elle porte son regard sur la vie des habitants des bidonvilles d’Abidjan, avec la série Ces invisibles. Au début des années 2010, la série Awoulaba/taille fine scrute les mannequins de vitrine, qui reflètent une certaine conception de la beauté corporelle féminine en Afrique de l'Ouest, éloignée des canons occidentaux. Dans la culture populaire ivoirienne, les « Awoulabas » sont de belles femmes aux formes généreuses. Ses formes curvilignes sont considérées comme un signe de prospérité et de bonne santé. Un concours de beauté Miss Awoulaba est même organisé pour se démarquer de la beauté occidentalisée favorisée lors du concours Miss Côte d'Ivoire,.
Mais une de ses séries les plus remarquées dans les expositions internationales, est la série intitulée Hââbrê, dernière génération, consacrée à la scarification. Cette pratique sociale a une origine ancienne et courante en Afrique de l’Ouest où elle remplace le tatouage qui se distingue mal sur les peaux sombres. Elle participe à l’identité des personnes et appartient au rituel de passage à l’âge adulte et d’appartenance à un groupe restreint. Mais c’est une pratique qui se raréfie fortement, notamment dans les milieux urbains. Joana Choumali a recherché et photographié ces personnes scarifiées, derniers témoins d'une époque peut-être révolue qui pour certains sont fiers de ces marques, et pour d’autres les rejettent,,,,.
Le 13 novembre 2019, Joana Choumali remporte le 8e prix Pictet pour sa série de photographies brodées intitulée  « Ça va aller » (2016-19), commencée trois semaines à peine après l'attentat terroriste de Grand-Bassam (13 mars 2016), dans laquelle elle photographie les rues et le littoral meurtris de la cité balnéaire où, enfant, elle passait ses vacances.

## Récompenses et distinctions
- 2019 : Prix Pictet [10], pour sa série « Ça va aller » (2016-19)